# Mount Nesselrode
Mount Nesselrode är ett berg i USA och Kanada.   Det ligger på gränsen mellan Alaska och British Columbia. Toppen på Mount Nesselrode är 2 474 meter över havet.
Terrängen runt Mount Nesselrode är kuperad åt nordost, men åt sydväst är den bergig. Mount Nesselrode är den högsta punkten i trakten. Trakten runt Mount Nesselrode är nära nog obefolkad, med mindre än två invånare per kvadratkilometer.. Det finns inga samhällen i närheten.
Trakten runt Mount Nesselrode är permanent täckt av is och snö.